# Bien d'intérêt culturel (Andorre)
Pour les articles homonymes, voir Bic et Bien d'intérêt culturel.
Un bien d'intérêt culturel (BIC) (en catalan : Bé d'interès cultural) est, en Andorre, un bien, meuble ou immeuble, reconnu pour son intérêt historique, artistique, archéologique, ethnographique ou scientifique qui fait bénéficier ce bien d'un statut de protection relevant du patrimoine culturel andorran.

## Classifications et protections
Les biens d'intérêt culturel constituent la première section de l'Inventaire général du patrimoine culturel andorran.
Les biens immeubles d'intérêt culturel sont classés en monument (comme une église ou un pont), ensemble architectural (comme un village), paysage culturel (comme la vallée du Madriu-Perafita-Claror), site archéologique ou site paléontologique.
Une délimitation de l'environnement de protection peut être établie autour du site dans le but de préserver leur identité, leur intégrité et leur authenticité.
Les biens meubles d'intérêt culturel peuvent être déclarés d'intérêt culturel individuellement ou comme une collection d'un ensemble cohérent. Ils ne peuvent être détruits et les collections ne peuvent être désintégrées sans autorisation. 
En 2021, l'Inventaire référence 75 biens d'intérêt culturel en Andorre dont 38 églises et 3 sanctuaires, 6 ponts, 4 vieilles maisons (casa), 2 forges catalanes (farga), 3 mines, 4 sites de gravures rupestres (gravats) et 2 habitats préhistoriques (balma).